# Feredum
Feredum, Fereidum, Faridum (em persa: Ferēdūn, Fereydūn ou Farīdūn), Afridum (em árabe: Afrīdūn), Fredom (em persa médio maniqueísta: Frēdōn) ou Traetaona (em avéstico: Θraētaona) é um herói da mitologia iraniana. Como outros heróis iranianos antigos, foi identificado em fontes islâmicas com figuras bíblicas e corânicas como Noé, Abraão e Ninrode. A introdução de elementos semíticos na lenda também pertence ao período islâmico, como por exemplo a história de que era gêmeo e seu nascimento milagroso, que são adaptações da história de Jacó e Esaú.

## Origem do mito
Feredum é comumente referido no Avestá pelo epíteto de Āθβiiāni ou "da casa de Atebia" (Āθβiia), que se alega ter sido seu pai (Iasna 9.7). Atebia pode ser comparado ao védico Apetia (Āptya), com ambos os nomes derivando do indo-iraniano *Atepias (*Atpḭas). O védico Trita (Θrita) Apetia e o avéstico Traetaona derrotaram os dragões Visvarupa e Daaca respectivamente e eram médicos. Por esse motivo, segundo Aḥmad Tafażżolī, num passado remoto ambos (Trita e Traetaona) eram irmãos da casa de Atepias, mas só o segundo se tornou proeminente no mito iraniano e foi identificado como guerreiro e médico. Seus nomes deriva de θri- ("três") e Traetaona pode originalmente ter sido um patronímico de Trita, significando assim "filho de Trita", e tanto Trita como Traetaona podem ser um reflexivo de um anterior *Trito.

## Vida

### Guerreiro
Na Épica dos Reis, Feredum é associado ao filho de Abetim  e Faranaque, a filha de Jã. Segundo o Avestá, nasceu em Varana (Varəna), que foi associada nas fontes posteriores com Var, uma vila em Larijão. Tabari, no entanto, mencionou Damavande como seu local de nascimento. Imediatamente após o assassinato de seu pai por Daaca, Faranaque levou seu filho a uma floresta, onde foi nutrido pela vaca Barmaia. Quando Feredum tinha três anos, fugiu com ele ao Monte Alborz por temor. Depois, Cava/Cabi se rebelou contra Daaca e levou seu exército ao castelo onde Feredum estava escondido. Com sua assistência, ainda só com 16 anos (ou nove segundo o Dencarde), Feredum preparou sua vingança pela morte de Abetim. Atravessou o Arvande (Tigre) e foi a Jerusalém, onde Daaca tinha seu palácio. Depois de intensa batalha, o derrotou e resgatou duas das mulheres de Jã, Arnavaz (Arənauuāči) e Xarnaz (Saŋhauuāči); nessa versão, parecem substituir o gado libertado no mito indo-iraniano original. De acordo com D. H. Bivar, num amuleto sassânida no Museu Britânico, em Londres, um herói com maça com cabeça de touro na mão direita é retratado subjugando um demônio e ele possivelmente retrata a batalha de Feredum e Daaca.
Segundo o Avestá, essa foi a façanha que tornou Traetaona mais conhecido. Na tradição, que foi relatada por Tabari, parece que o teria matado, mas na literatura pálavi (Dencarde) é explicitamente relatado que, seguindo o comando de Aúra-Masda, se absteve de matá-lo para que não surjissem várias criaturas nocivas do cadáver; em vez disso, o acorrentou e aprisionou no monte Damavande. Tal versão foi repetida em fontes islâmicas como Tabari e a Épica dos Reis e possivelmente é fruto de uma elaboração acadêmica zoroastriana tardia do mito avéstico original. Seja como for, é por causa dessa vitória recebeu comumente os epítetos de purperosgar (purr-pērōzgar), "muito vitorioso", tagigue (tagīg), "valente", e zorigue (zōrīg), "poderoso". Na sua luta contra Daaca, se sabe ainda que foi ajudado por dois irmãos mais velhos, Barmaia (Barmaya) e Cataiom (Katayōn). Segundo uma história, eles tentaram matá-lo rolando uma pedra sobre ele enquanto dormia, mas usou seus poderes mágicos para ordenar que a pedra parasse. 
Feredum também lutou com os mazandares, os estrangeiros semi-monstruosos identificados com os negros num evento brevemente relatado no Dencarde. Segundo esta lenda, após a vitória sobre o dragão, os Māzandars atacam a região de Cuanerá (Xwanērah; avéstico: Xᵛaniraθa). A população reclamou do incidente com Feredum, que lutou contra os agressores na planície de Pesanse (Pēšānseh), prendendo alguns aos cascos da vaga Barmaia, transformando outros em pedra e finalmente os expulsando. A vitória foi obtida com o uso de magia. Poderes mágicos lhe foram atribuídos já no Avestá, onde se diz que mantinha o experiente timoneiro Paurva, que estava vagando em busca de sua casa, jogado no ar continuamente por três dias e noites até a deusa Anaíta resgatá-lo. Na batalha, ao exalar, projetou granizo da narina direita e pedras ardentes, cada uma do tamanho de uma sala, da esquerda e também foi capaz de transformar o inimigo em pedra. Essa conexão de Feredum com a magia pode ter causado a especulação de que sua capital estava na Babilônia, que era considerada o centro de mágicos em fontes pálavis e islâmicas.

### Outros atributos
Segundo a literatura avéstica e pálavi, ele também era médico. Numa tradição do Dencarde, diz-se que o aspecto agrícola da glória de Jã, ligado à terceira classe social iraniana, foi transferido a Feredum, embora se esperasse que a porção dos guerreiros seria devotada a ele. Diz-se que foi capaz de repelir a praga e outras doenças, lhe rendendo o epíteto de purbesar (purr-bēšaz), ou seja, "muito curativo". Para Tafażżolī, no mito original, ou pelo menos numa versão dele, a porção dos agricultores havia sido atribuída a Trita, mencionada no Avesta como médico; depois, deve ter sido associada a Feredum, junto com a identificação de Trita como médico. No fragmento preservado de um texto avéstico, provavelmente um encantamento, Traetaona é invocada contra poderes do mal. Numa joia parta da coleção Falkiner de Londres, provavelmente um amuleto para servir a um propósito médico, um herói iraniano é retratado subjugando um demônio, o que poderia representá-lo lutando contra um demônio de doença grave. Sua popularidade como médico também se reflete num encantamento maniqueísta persa médio associado a outros "nomes de poder". Há vários amuletos e encantos inscritos em pálavi, pazande e persa nos quais é invocado para curar doenças; alguns deles ainda são usados pelos zoroastrianos da Pérsia e Índia. Há também um encantamento contra criaturas nocivas e outros poderes malignos em pálavi e persa. Em outro encantamento pálavi, o nome de Feredum é mencionado; seu objetivo era fazer uma primavera seca fluir novamente. Em fontes do período islâmico, a invenção da medicina e dos amuletos e a introdução de antídotos lhe são atribuídos.
Como outros heróis e reis mitológicos antigos, as fontes pálavis e islâmicas associaram a ele uma série de ações referentes à civilização iraniana primitiva, por exemplo, a fundação da cidade de Sanlã / Sanrã, de outra em Padescuargar, e de templos de fogo em três lugares diferentes. Foi o primeiro a domar o elefante, usá-lo em batalha e cruzar cavalos e burros para produzir mulas, além de muitas outras ações benéficas para o mundo. A duração de seu reinado foi registrada em 500 anos. Ele também foi considerado o inventor da astronomia e filosofia. A estreita conexão de Feredum com o gado também é notável. Seus ancestrais totêmicos são mencionados com o sufixo gaw ("vaca") e essa conexão pode ter influenciado relatos posteriores, como por exemplo sua famosa maça com cabeça de touro, sua nutrição pela vaca Barmaia, que foi o primeiro a montar um touro na festa do Dar e Mazinã (dar-e mazīnān), que montou um touro enquanto caçava e que prendeu os mazandares aos cascos de Barmaia.
Diz-se que teve três filhos e que certa vez assumiu o disfarce de um dragão furioso, a fim de testar a bravura deles. Deveria ter dividido seu reino entre seus filhos, dando Rum a Salme, o Turquestão a Toz/Tur e o Irã e Índia a Eriz/Iraje, mas uma disputa surgiu e resultou no assassinato do mais novo, Eriz/Iraje, pelos outros dois. De acordo com uma tradição, Feredum era inicialmente imortal, mas Arimã o transformou em mortal, seja por causa de seu desprezo por Aúra-Masda ou porque preferia Eriz/Iraje aos dois filhos mais velhos.